# Ayxun ibn Sulayman ibn Yaqdhan al-Arabí
Ayxun ibn Sulayman ibn Yaqdhan al-Arabí al-Qudaí (àrab: عيشون بن سليمان بن يقظان الأعرابي القضاعي, ʿAyxūn ibn Sulaymān ibn Yaqẓān al-Aʿrābī al-Quḍāʿī), més conegut com a Ayxun o Aissó (segles viii-ix), era probablement fill del valí de Barcelona Sulayman ibn Yaqdhan al-Kalbí al-Arabí. Fou conegut per encapçalar una rebel·lió contra Bernat de Septimània al comtat d'Osona, entre el 826 i el 827.
La seva personalitat és controvertida. Les notícies d'Ayxun provenen bàsicament de l'obra de l'historiador àrab al-Udhrí, que justament és un autor ben documentat. La identificació d'Ayxun amb Aissó no s'ha pogut confirmar fefaentment i es podria tractar de dues persones diferents amb nombroses coincidències biogràfiques i semblances personals. Ramon d'Abadal i de Vinyals pensa que Aissó era un magnat got, potser lloctinent o fidel de l'excomte de Barcelona Berà. D'altres l'identifiquen amb el fill de Sulayman al-Arabí i germà de Matruh, valí de Barcelona des d'almenys el 777 fins al 780.

## Aliat de Carlemany
Ayxun tenia dos servidors, Amrús i Xabrit, que després del 785 es van convertir en servidors de Matruh, a qui van acabar matant el 791 o el 792.
Ayxun, juntament amb el seu pare Sulayman i el seu germà Matruh, es va unir a l'exèrcit de l'emperador Carlemany que es dirigia cap a Saragossa el 778. Com que Saragossa no es va sotmetre, l'emperador va agafar com a ostatges alguns dels aliats que l'havien informat malament, entre ells Sulayman al-Arabí. Ayxun y el seu germà Matruh es van aliar als vascons i a Roncesvalls van derrotar l'exèrcit franc (778) i van alliberar al seu pare. Arran de l'assassinat del seu pare Sulayman l'any 780 per ordre del vali de Saragossa Hussayn al-Ansarí, Ayxun va canviar de bàndol i va prometre fidelitat a l'emir de Còrdova, Abd-ar-Rahman I. Poc després, el 781, va participar en l'assalt que l'emir va dur a terme contra Saragossa i que va obligar Hussayn a sotmetre's, així com va intervenir en l'expedició posterior als territoris vascons i a la Cerdanya, per acabar a Barcelona on el seu germà Matruh va reconèixer l'autoritat de l'emir, al mateix temps que l'emir el confirmava en el càrrec.

## Capturat per Carlemany
Després del 785 es perd la pista d'Ayxun. Ara bé, s'especula que Ayxun podria haver estat capturat durant la Conquesta de Girona pels francs i enviat a Aquisgrà. D'aquí hauria escapat el 826, ja vell, arribant així al Comtat d'Osona.

## La revolta d'Aissó
Les guarnicions dels castells li eren favorables per lleialtat a Berà, i se li van unir en la revolta en contra del nou comte, Bernat de Barcelona. Solament el castell de Roda de Ter es va resistir i fou destruït pels revoltats. Molts gots nobles es van unir a Aissó i entre ells Guillemó o Guillemundus, fill de Berà, que era comte de Rasès i Conflent. Fins i tot es varen reclutar musulmans partidaris de la pau amb els francs. Des de la zona central que ocupava, Aissó va sotmetre a càstig el comtat de Cerdanya i la regió del Vallès.
Bernat, que no tenia encara els trenta anys, va demanar ajuda a l'emperador Lluís el Pietós i la va rebre, bastant minsa però suficient per tenir a ratlla els rebels; també el van ajudar alguns nobles locals gots o hispani. Per això Aissó es va veure obligat a sol·licitar ajuda de l'emir de Còrdova, Abd-ar-Rahman II, al que va enviar una ambaixada presidida pel seu germà. L'emir va enviar al general Ubayd-Al·lah Abu-Marwan conegut també com a al-Balansí (de València), que va arribar a Saragossa el maig del 827. D'allí va passar a territori del comtat de Barcelona, arribant a la capital a l'estiu, i assetjant-la però sense èxit, saquejant, això sí, els voltants. Van passar llavors a Girona que tampoc van poder ocupar (10 d'octubre del 827).
Lluís el Pietós, mentrestant, assabentat de la incursió musulmana, va ordenar al seu fill Pipí I d'Aquitània, i als comtes Hug de Tours i Matfred d'Orleans, el reclutament d'un exèrcit, però el reclutament fou lent i quan va estar format Abu-Marwan ja estava retornant a territori musulmà. Els rebels abandonaren el país amb ells.

## Exili a Còrdova
Ayxun va exiliar-se a Còrdova el 827 i hi va morir per ordre de l'emir que sospitava que formava part d'una conspiració.

## El problema historiogràfic
La revolta d'Aissó, es coneix a partir de diverses fonts franques com els Annals Reials i l'Astrònom, i de diverses notícies d'historiadors musulmans. Ha estat estudiat pels historiadors Ausiàs i Abadal, que han apuntat per una revolta visigòtica davant l'ocupació franca; i per l'arabista Codera, que cregué que les fonts franques havien interpretat un episodi de lluites entre francs i musulmans com una revolta d'un cabdill got que no havia existit mai. Codera cregué que Aissó era Ayxun, un valí musulmà de Barcelona, però aquesta interpretació s'ha considerat parcialment errònia pels historiadors, que s'han decantat més per les hipòtesis d'Abadal i Ausiàs.

## Les notícies aportades per al-Udhrí
Aquest geògraf i historiador va fer una descripció de la revolta d'Aissó i Guillemó. Parla d'Ayxun, un personatge que va lluitar contra els francs i que va ser empresonat però que es va escapar en canviar-se pel seu criat a la presó. El problema que apareix és la incertesa de la identitat d'Ayxun amb el rebel Aissó.
Al-Udhrí es va basar en fonts d'Issa ar-Razí, que ja s'havia basat al seu torn en fonts dels Annals de la Marca. Aquest fet és un problema, ja que Issa ar-Razí descriu esdeveniments molt anteriors a la seva època i, en canvi, els Annals Reials dels francs, recullen informació molt més directa. Un altre problema és que al-Udhrí ofereix notícies més concises de la zona navarroaragonesa que no pas quan parla de Catalunya. A més, s'ha d'assenyalar el desfasament cronològic de les narracions d'al-Udhrí que semblen correspondre a moments anteriors al 785, mentre les fonts franques corresponen als anys 826-827.
Ara bé, també hi ha arguments a favor d'una identitat temàtica entre els relats d'uns i altres. La semblança dels noms de les dues històries és un fet recalcable que podria revalorar la hipòtesi de Codera. A més, els dos Aissó i Ayxun eren personatges de la cort carolíngia que havien escapat furtivament de la presó per reaparèixer al cap de poc temps a Catalunya i aixecar una revolta contra els francs.